# Drafsport

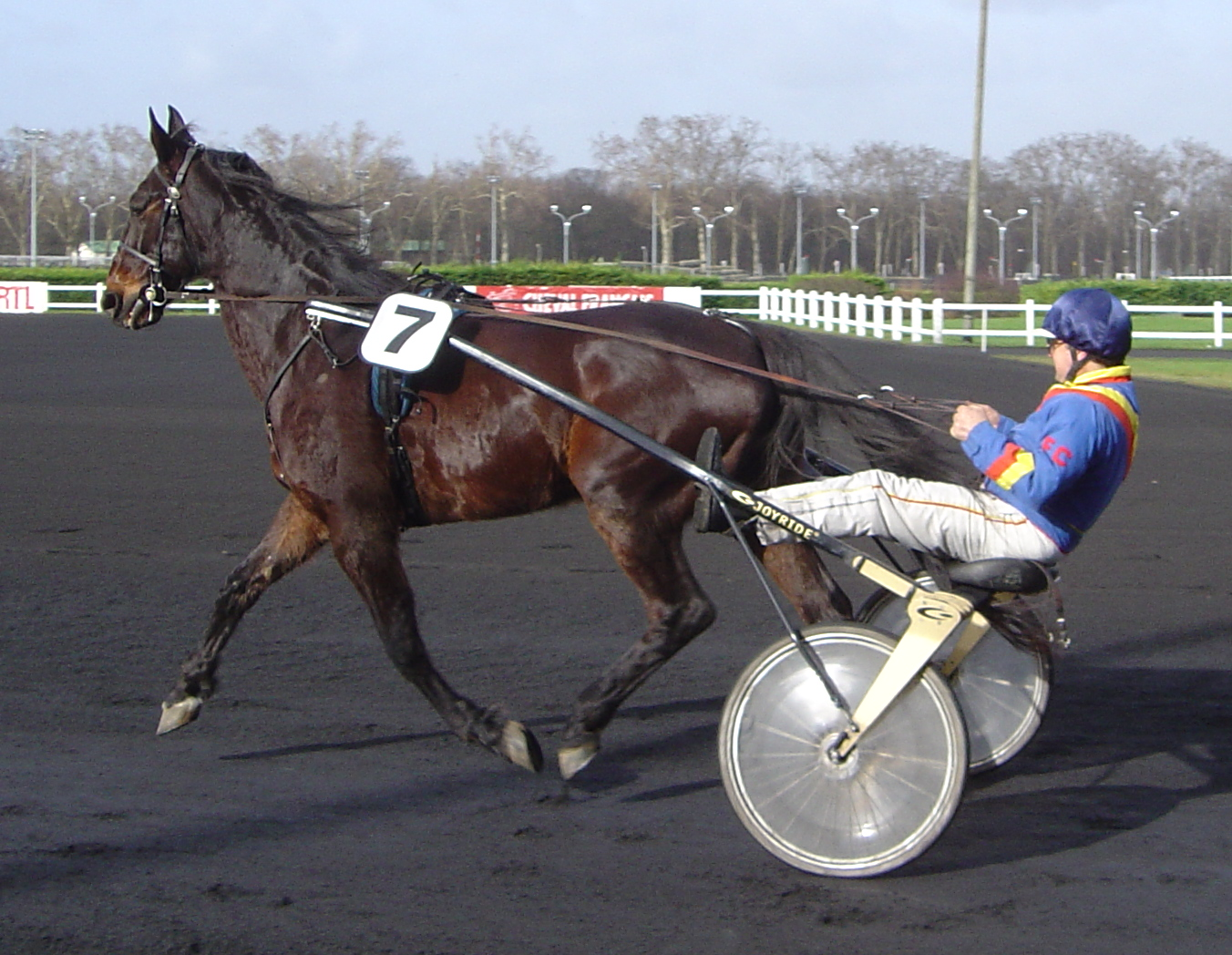
Een drafpaard voor een sulky

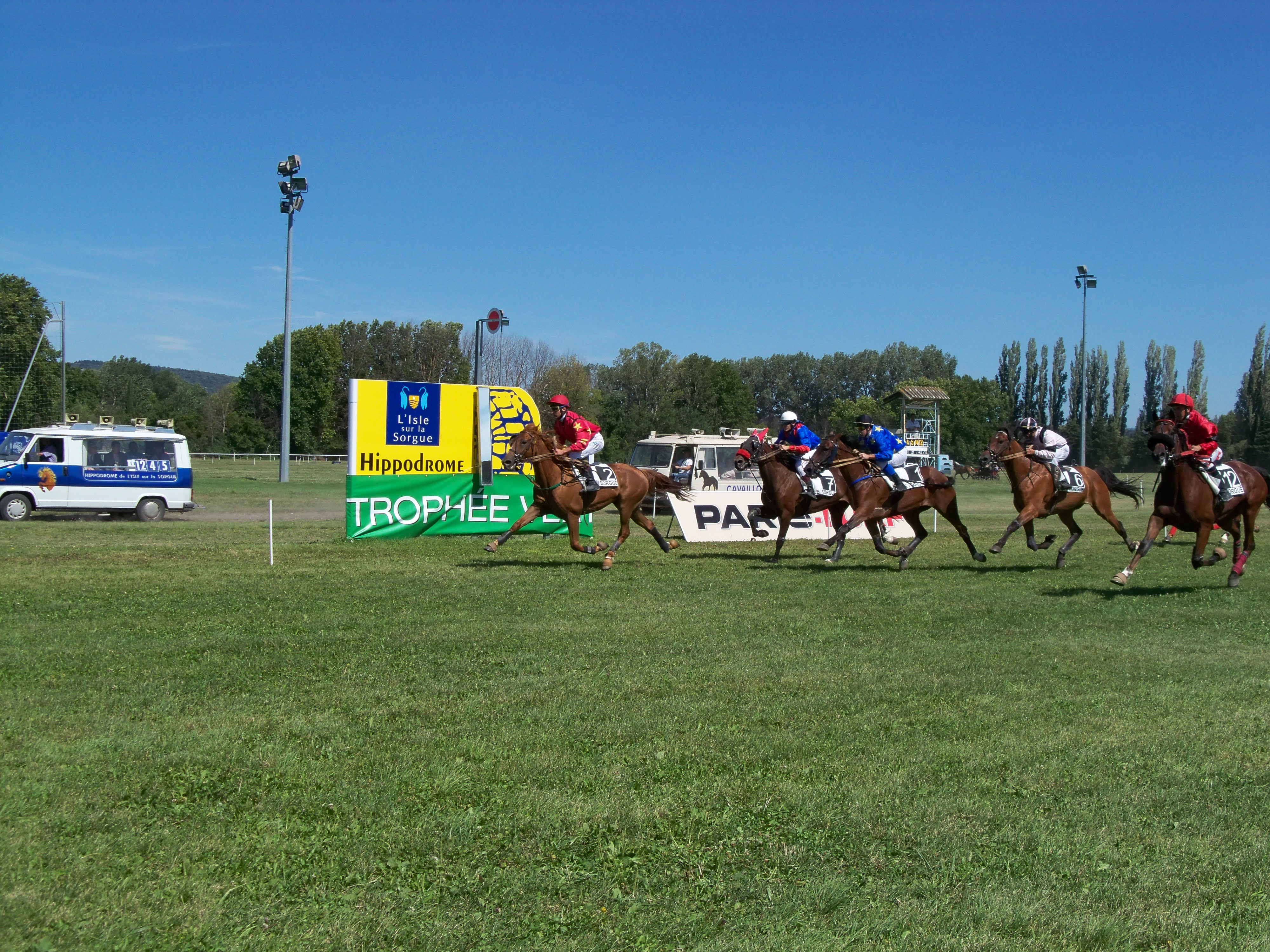
Franse drafwedstrijd: monté

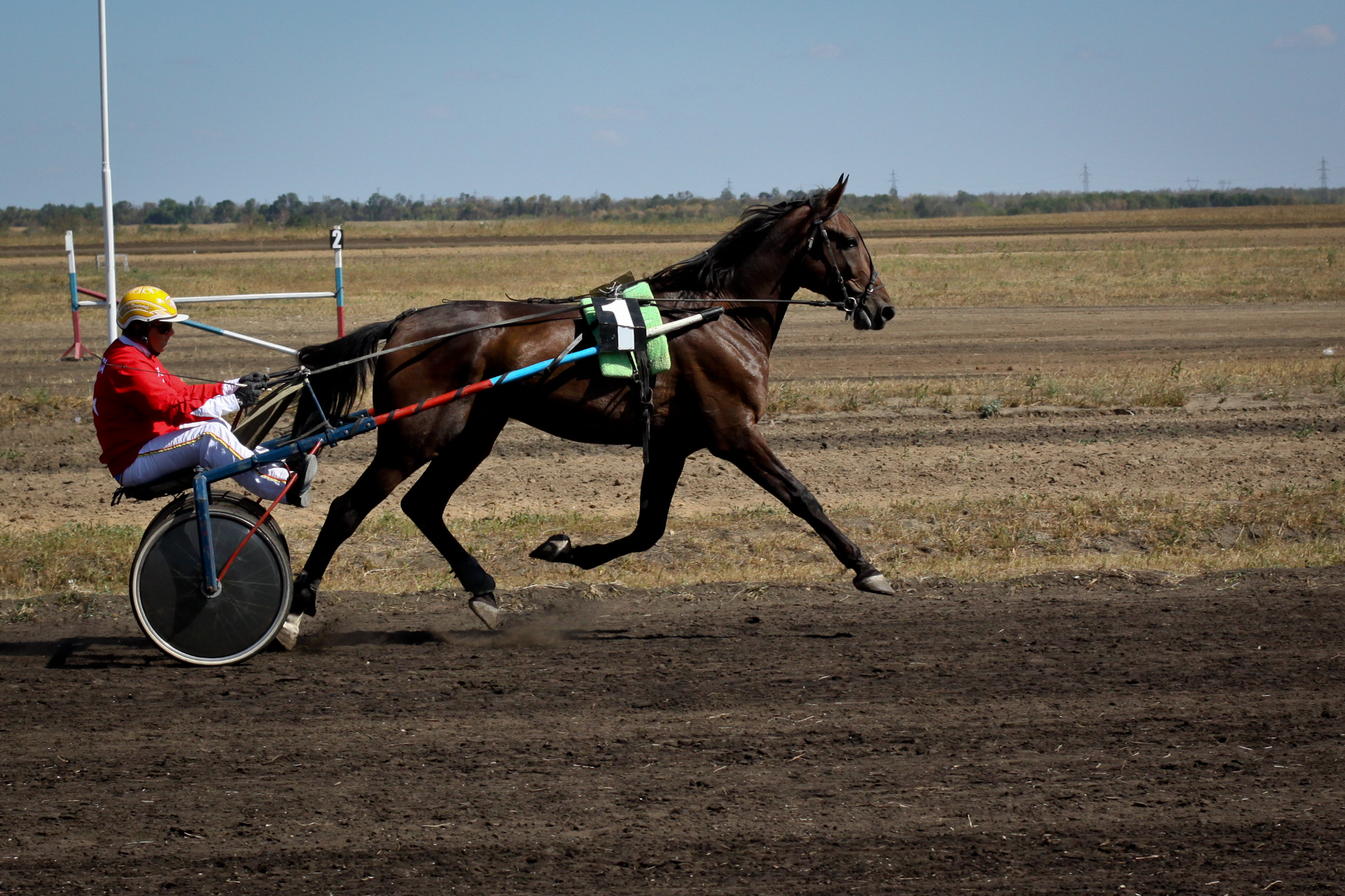
Een orlovdraver voor een sulky

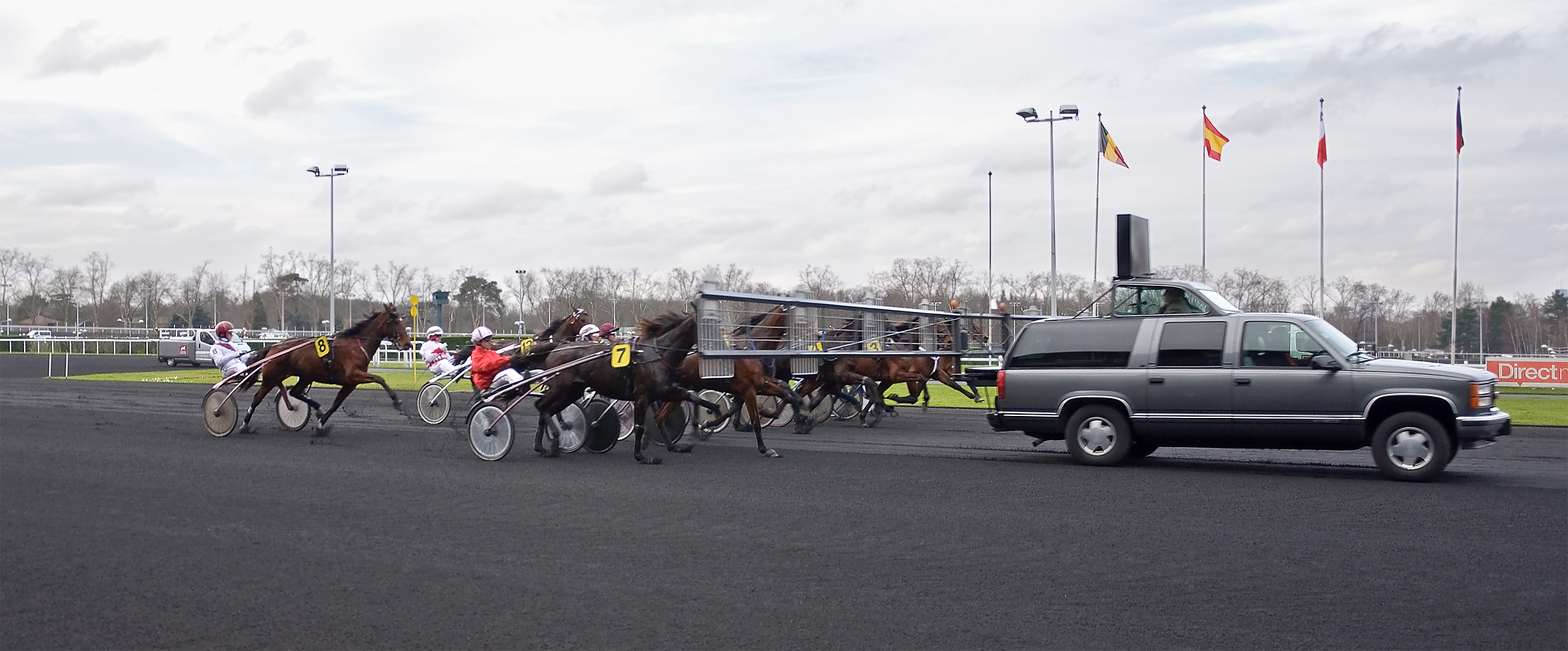
Autostart in Vincennes

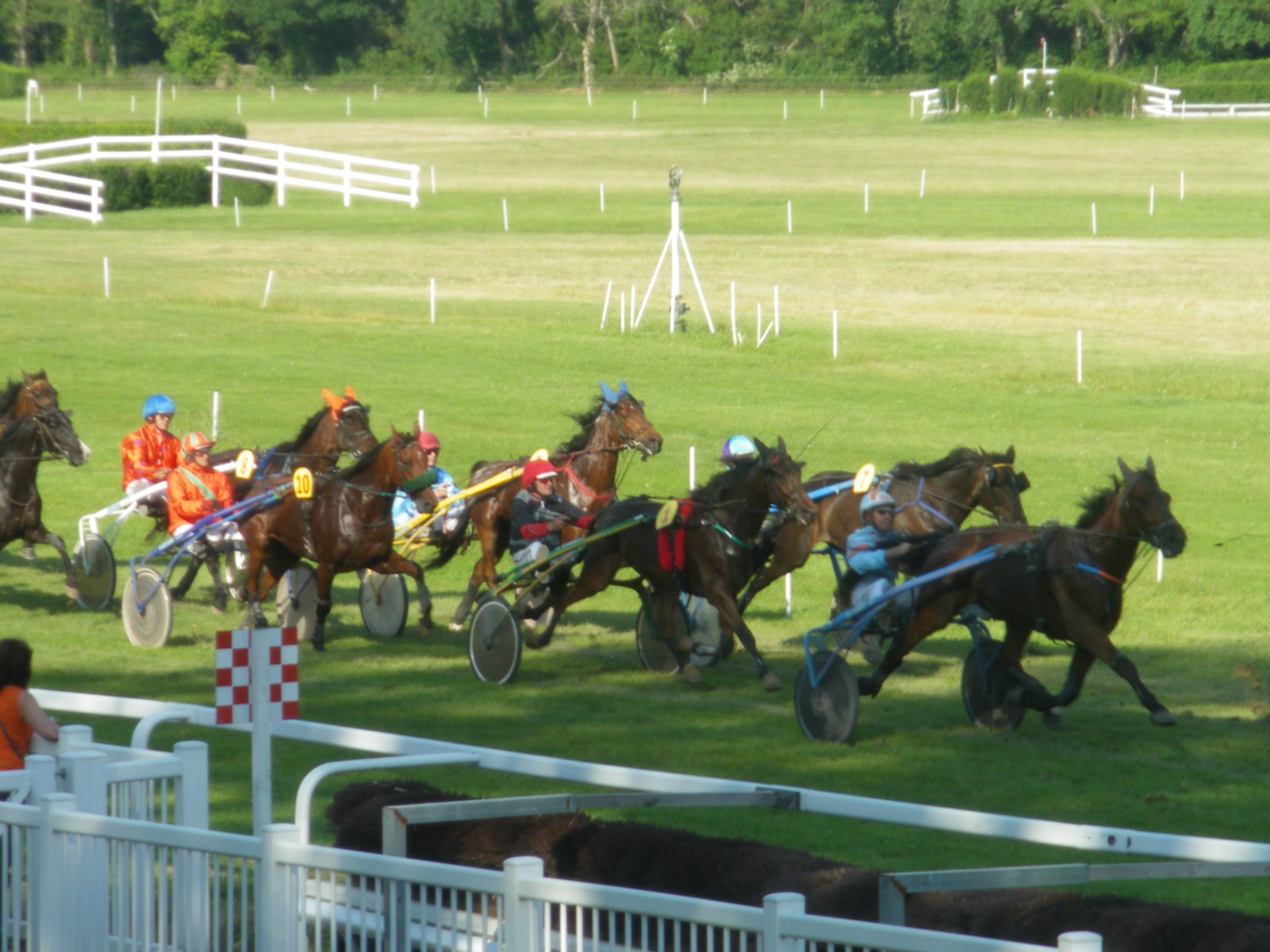
Draverij in Frankrijk

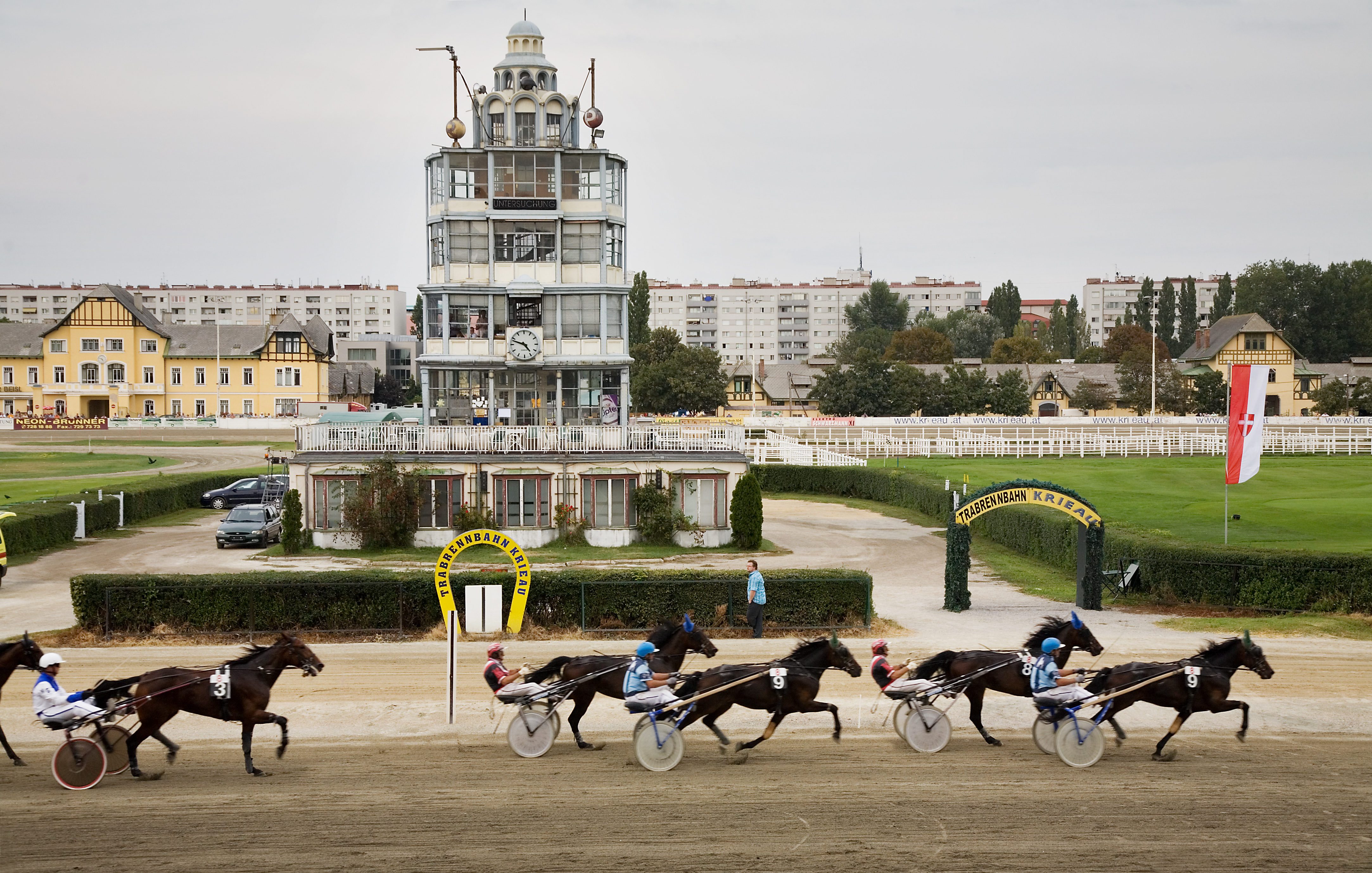
Drafrenbaan in Wenen

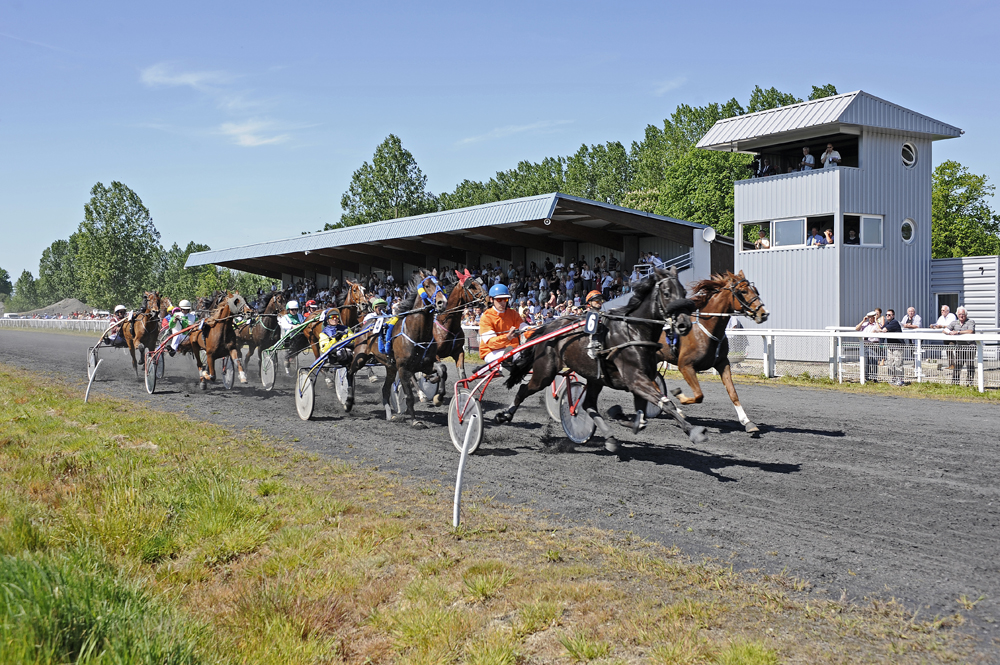
Hippodrome van Gournay

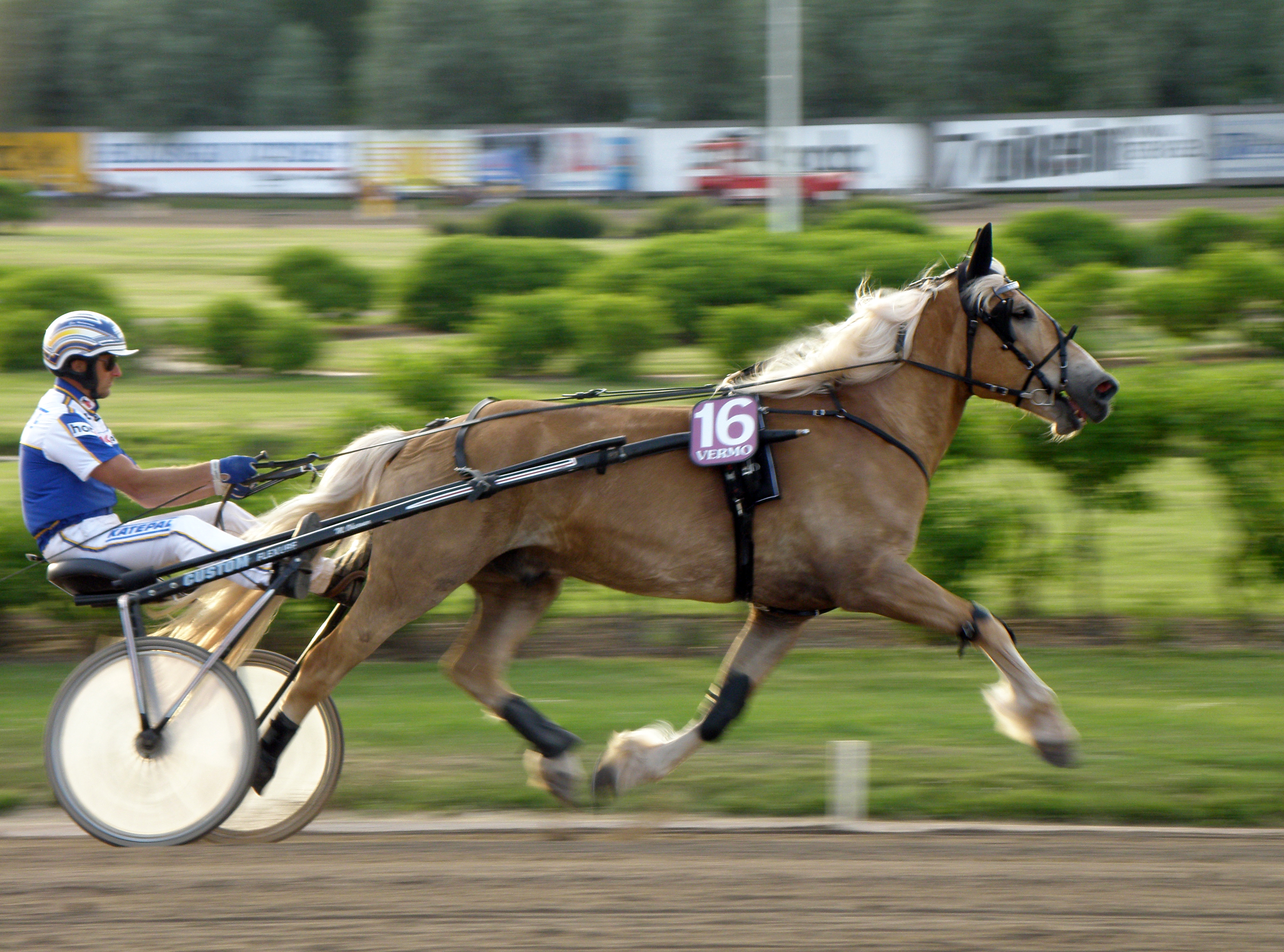
Fins paard, dravertype

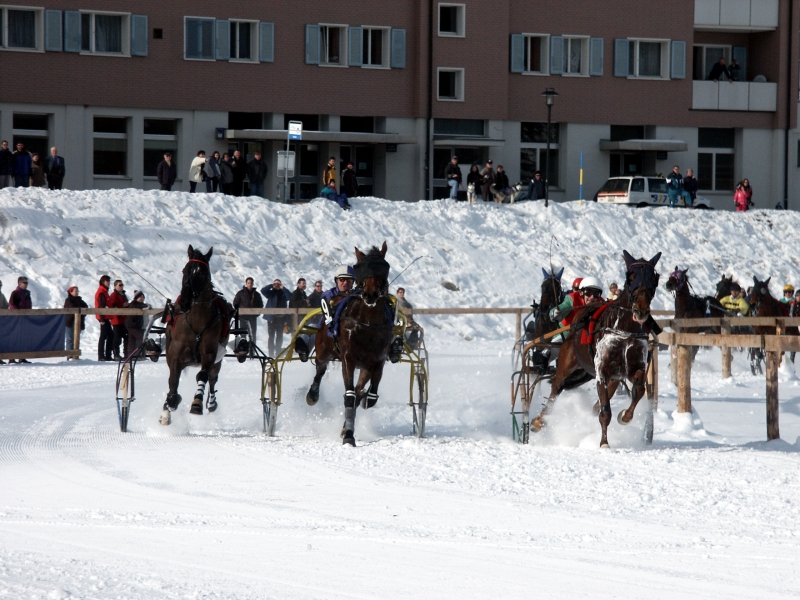
Draverij in de sneeuw

Drafsport is een vorm van paardensport, waarbij wedstrijden worden gelopen met paarden die voor een licht karretje (sulky) zijn gespannen, de paarden mogen uitsluitend in draf lopen.
In de drafsport wordt een paard meestal niet bereden, maar bevindt de pikeur zich op een sulky achter het paard. Het paard dat voor de sulky loopt is meestal een speciaal voor dat doel gefokte en getrainde draver.
Er zijn ook drafwedstrijden waarbij het paard wel bereden wordt. Dit wordt door insiders met een Frans woord monté genoemd.

## Geschiedenis
De eerste combinatie van paard en wagen moet uit dezelfde tijd stammen als de uitvinding van het wiel, ongeveer zesduizend jaar geleden in Mesopotamië. De Egyptenaren, Grieken en Romeinen kenden lichte strijdkarren achter snelle paarden, waarmee men ook snelheidswedstrijden hield, vaak waren dit galoprennen.
Een van de bekendste van de huidige draversrassen is de orlovdraver afkomstig uit de fokkerij van de Russische graaf Aleksej Grigorjevitsj Orlov. Andere dravers zijn afkomstig uit Franse, Engelse en vooral Amerikaanse fokkerijen in het midden van de 18e eeuw. In 1825 richtte men in Amerika de eerste vereniging voor drafsport op in New York. Halverwege de 19e eeuw hield men de eerste draverijen in Europa. Op 20 augustus 1960 werd Hairos II wereldkampioen op Roosevelt Raceway, New York. Het paard was afkomstig uit Frankrijk, eigendom van Dries Voordouw en werd getraind en gereden door W. H. (Willem) Geersen.
Landen waar de drafsport populair is zijn: Scandinavië, Duitsland, Engeland, Frankrijk, Italië, Rusland en de Verenigde Staten. Ook Nederland kent een traditie op dit gebied. Draverijen werden onder andere gereden met de Friese sjees waarvoor een Fries paard liep. De stijgende belangstelling voor de hedendaagse draverijen weerspiegelt zich in de stijgende omzet bij de weddenschappen.

## Fokkerij
In West-Europa wordt voornamelijk met Franse en Amerikaanse dravers gefokt en ook met kruisingen daarvan. In Nederland worden enkele honderden draverveulens per jaar geboren. Uniek in deze tak van de paardensport is dat fokkers 10% of soms meer ontvangen van het prijzengeld, dat door hun fokproducten in de koersen wordt gewonnen.

## Regels en verloop
Draverijen worden gelopen met een eenspannige sulky. De paarden mogen geen doping of andere medicamenten toegediend krijgen in de weken voor de aanvang van een race. De start kan 'vliegend' geschieden achter een auto (de zogenoemde autostart), waaraan een met de baanbreedte overeenkomend buizenframe is bevestigd dat ingeklapt kan worden, of achter een elastieken lijn (de zogenaamde lijnstart). Tijdens de race moet het paard een correcte, zuivere draf aanhouden, zodat het niet gediskwalificeerd kan worden. Draf betekent, dat het paard de diagonaal tegenover elkaar staande benen gelijktijdig neerzet, dus bijvoorbeeld het rechter voorbeen en het linker achterbeen. Diskwalificatie volgt bij onzuivere gangen, bijvoorbeeld wanneer het paard van gestrekte draf in galop overgaat (onrechtmatig voordeel).
De pikeur dient steeds op de naleving van de juiste gang letten, hij mag zijn paard niet met schreeuwen aanvuren en bij het hanteren van de zweep moet hij ook binnen bepaalde grenzen blijven. Hij mag concurrenten niet hinderen, dus bijvoorbeeld ook niet 'snijden'. Als een pikeur aan de buitenzijde van de baan een ander inhaalt, mag hij pas bij een verschil van één lengte naar binnen zwenken. Winnaar is het paard, dat als eerste zonder diskwalificatie de finish heeft bereikt. Als er slechts een 'neuslengte' verschil tussen nummer een en twee te zien was, moet de finishfoto uitslag geven. De wedstrijdcommissarissen volgen het verloop van de race vanuit de observatietoren en/of vanuit een meerijdende auto.

## Paard, uitrusting en drafbaan
De ideale draver heeft steil aflopende schouders, lange bovenbenen, steile en lange achterdelen en een enigszins uitstekend kruis. Het begint als tweejarige mee te lopen in de draverij tot de leeftijd van zeven jaar bij merries en tien jaar bij hengsten. Daarna worden vaak de beste paarden voor de fokkerij gebruikt. Tot de uitrusting behoren het tuig, een open toom, een draftrens, bandages, strijklappen, oogkleppen, enzovoort.
De sulky is zeer licht, hij weegt ongeveer vijftien tot dertig kilogram en heeft rubberen banden. De pikeurs dragen kleding in de kleuren van hun stallen en hebben valhelmen op. De ovale draversbaan kan een lengte hebben van 1100 tot 4200 meter, naast zandbanen zijn er ook grasbanen. Het wegdek mag niet te droog en niet te vochtig zijn. Men heeft ook, met enig succes, experimenten gedaan met banen van kunststof.

## Techniek en training
De draf is, in tegenstelling tot de stap een energieke gangsoort in een tweetaktbeweging met zeer grote passen. Deze gangsoort krijgt het paard van geboorte mee en door training leert het krachtig en in een bestendig ritme voort te gaan. Pikeur en paard staan onder leiding van een trainer, die op basis van zijn ervaringen een trainingsprogramma opstelt. Het is de bedoeling het drafpaard te brengen tot een zo snel mogelijke uitvoering van het draftempo. Omstreden is het gebruik van hulpteugels over de nek van het paard waarmee een opgerichte neus en lang gestrekte hals wordt afgedwongen en die het voor het dier moeilijker maakt om in galop te springen.

## Drafsport in Nederland

### Drafbanen
De drafsport wordt gehouden op draf- en renbanen. Er zijn in Nederland drie banen met een grind/zand toplaag. Die banen zijn te vinden in Wolvega, Den Haag(Duindigt) en Alkmaar. De meeste professionele wedstrijden waar gewed kan worden, worden in Wolvega en op Duindigt gehouden. Ook zijn er in Nederland vijf recreatieve banen, in Aduard, Eenrum, Joure, Emmeloord en in Leek en nu sinds 2018 ook in Hilversum. Hier worden de koersen gehouden op gras en wordt er alleen in de zomer gekoerst.

### Wedden op paarden
Als een van de weinige sporten kan er in Nederland op de drafsport ook commercieel gewed worden. Dit kan worden gedaan op de drafbanen, op wedlocaties in de rest van Nederland en sinds 18 januari 2007 ook via internet.

## Drafbanen in België
In België zijn er nog vijf hippodromen waar drafrennen worden gehouden: de Hippodroom Waregem, de hippodroom van Kuurne, de Jekerhippodroom in Tongeren, de Hippodrome de Wallonie in Ghlin (Mons) en de Wellingtonrenbaan in Oostende. Laatstgenoemde heropende in het begin van de zomer van 2012 de poorten voor draf- en galoprennen na verbouwingswerken aan de tribune. De Brusselse hippodroom van Sterrebeek ging failliet in 2002 en sloot in 2005 definitief de deuren.